# Shadow Dancer
Shadow Dancer é um jogo de arcade fabricado pela Sega em 1989. O jogo é conhecido especialmente pela presença de um cachorro branco, que junto com o ninja, também podia ser controlado pelo próprio jogador. Shadow Dancer tinha uma resolução gráfica de 320 por 224 pixel, e trabalhava com uma paleta de mais de quatro mil cores. O jogo faz parte da série Shinobi, lançada nos anos 1980 também no arcade. 
Em 1990, o jogo foi lançado para o console Mega Drive, e fez sucesso entre os proprietários do videogame de 16-bit da Sega, no início dos anos 1990. O jogo mudou bastante no roteiro e desenho das fases, embora o jogador aqui possa ainda controlar o seu inseparável cachorro branco, uma das marcas do jogo. As características mais marcantes na nova versão lançada para o videogame caseiro são a sofisticada ‘’’trilha sonora‘’’, que em relação à versão arcade era mais ousada, jovem e vibrante. O visual também ganhou incrementos. As cores, por exemplo, ganharam mais intensidade e brilho, dando ao jogo um desenho gráfico mais atraente.

## Shadow Dancer no arcade
O jogo de arcade possuía um visual sóbrio, com o uso de cores predominantemente claras. A intenção era a de mostrar um cenário mais realista possível. A trilha sonora também era simples, com alguns temas orientais colocados em determinadas situações do jogo. Essa versão para arcade era um pouco mais técnica em termos de jogabilidade do que a versão que saiu para o Mega Drive.
O jogo era composto de cinco fases, quase todas ambientadas dentro da cidade de Nova Iorque. A cada fase concluída, o jogador era convidado a realizar um estágio de bônus, onde poderia ganhar desde pontos até três vidas.

## Sinopse
A aventura agora se passa em 1997. O desafio é outro (embora pareça idêntico): Enfrentar o recém-formado "Union Lizard", que cometera um erro assim provocando seu fim definitivo: Assassinaram Kato, um velho amigo de Joe.

## Comandos
Semelhantes à versão arcade, sendo que a única mudança foi o modo de soltar o cachorro branco nos inimigos, já que agora o jogador não precisa mais abaixar o ninja para dar o referido comando, como ocorria na versão arcade. Para tanto, bastava deixar o botão A pressionado por dois segundos. 
A versão para videogame de Shadow Dancer é a continuação de The Revenge of Shinobi (The Super Shinobi no Japão), lançado em 1989. A continuação de Shadow Dancer chama- se Shinobi III: Return Of The Ninja Master, e foi lançado em 1993. O cartucho possui 8 megabit de dados. Shadow Dancer possui cinco fases com grau de dificuldade moderado, e o estilo de jogo é parecido com a versão arcade. Foi elaborado para ser jogado por apenas 1 jogador. No Brasil, a Tec Toy tinha a licença da Sega para distribuir o jogo no país. A capa do cartucho ostentava o título “The Secret of Shinobi".